# Richard Hertwig
Richard Hertwig, né le 23 septembre 1850 à Friedberg, Grand-duché de Hesse et mort le 3 octobre 1937 à Schlederloh, Bavière), également connu sous le nom de Richard von Hertwig, est un zoologiste allemand et un professeur de zoologie à l'université de Munich.

## Biographie
Hertwig fait des études de médecine et de zoologie à l'université d'Iéna, où il obtient son diplôme de médecin en 1872. Il est assistant de l'anatomiste Max Schultze, à l'université de Bonn en 1872-1874. En 1875, il prend un poste universitaire à Iéna, dans le département de zoologie, où il est nommé professeur extraordinaire en 1878.
En 1881, il est nommé professeur de zoologie à l'université de Königsberg, où il succède à Franz Hermann Troschel, puis il est professeur à l'université de Bonn (1883-1885), et en 1885, il est nommé professeur à l'université de Munich où il finit sa carrière académique en 1925. Il est également responsable de la collection zoologique de Bavière (devenue la Zoologische Staatssammlung München) et directeur de l'institut zoologique où il développe un important centre de recherche en biologie.
Il est élu membre de l'Académie bavaroise des sciences, d'abord comme membre extraordinaire, en 1885, puis comme membre en 1889. Il est anobli en 1909 et ajoute la particule von à son patronyme.
Au début de sa carrière, Richard Hertwig travaille avec son frère, le zoologiste Oscar Hertwig.

## Distinctions
- 1889 : membre de l'Académie bavaroise des sciences
- 1910 : Ordre bavarois de Maximilien pour la science et l'art
- 1916 : médaille Helmholtz
- 1924 : croix pour le Mérite[2]

## Publications
- Das Nervensystem und die Sinnesorgane der Medusen, 1878 ("Le système nerveux et les organes sensoriels de la Méduse").
- Die Actinien, 1879.
- Chätognathien, 1880.
- Die Coelomtheorie: Versuch einer Erklärung des mittleren Keimblattes, Iéna, 1881.
- Lehrbuch der Zoologie, Jena, 1891 [Manuel de Zoologie]. (Édition numérique à partir de 1907 par l' Université et la Bibliothèque d'État de Düsseldorf)
- Abstammungslehre und neuere Biologie, 1927.